# Chapelle Saint-Méen de La Chapelle-Caro
La chapelle Saint-Méen est située au lieu-dit Saint-Méen, à La Chapelle-Caro (commune de Val-d'Oust) dans le Morbihan.

## Historique
La chapelle fait l’objet d’une inscription au titre des monuments historiques depuis le 17 septembre 1973.
La chapelle est dédiée à Saint Méen.
Un pardon s'y déroule chaque année, le dernier dimanche d'août

## Objets protégés

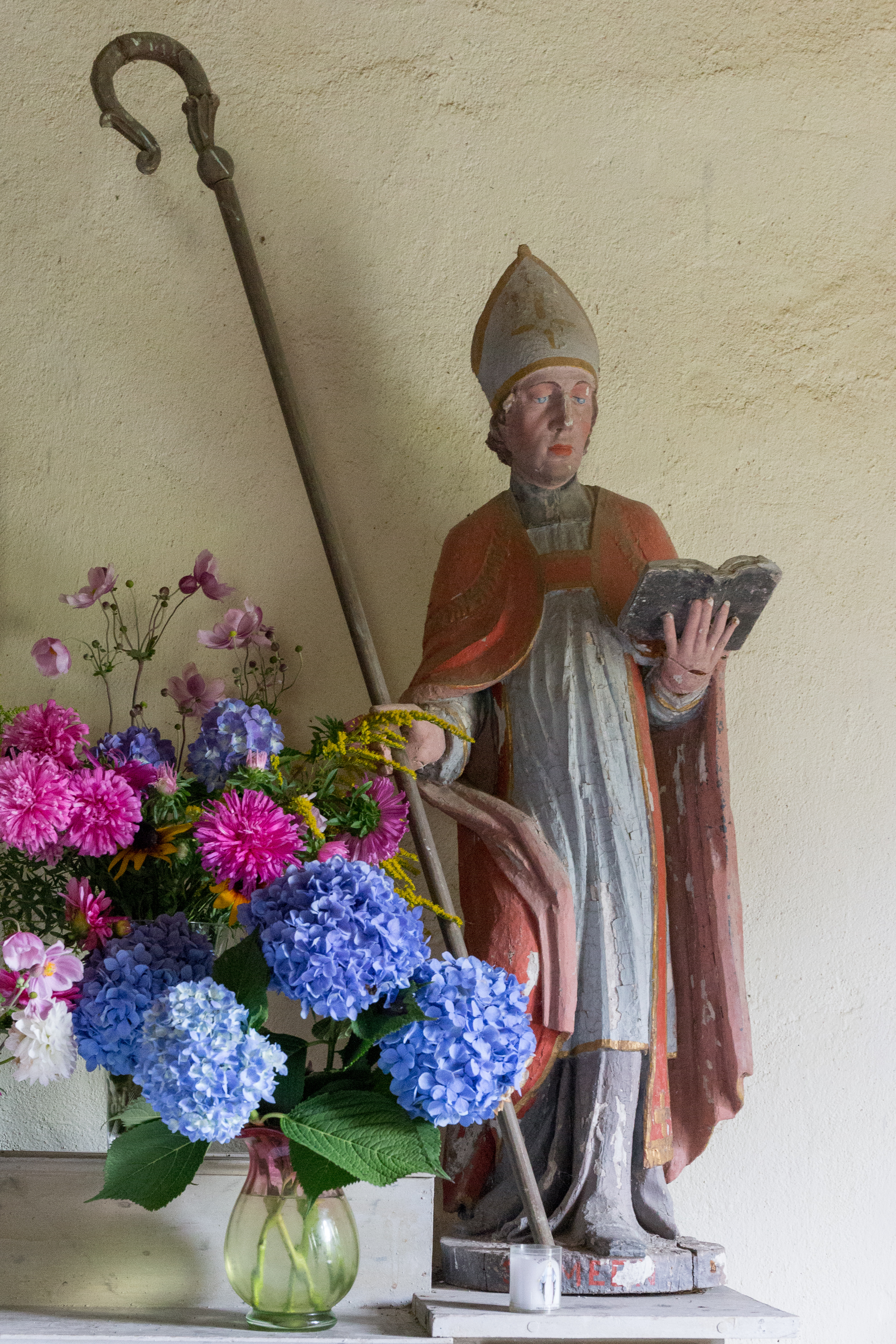
Statue de saint Méen (XVIIIe siècle)
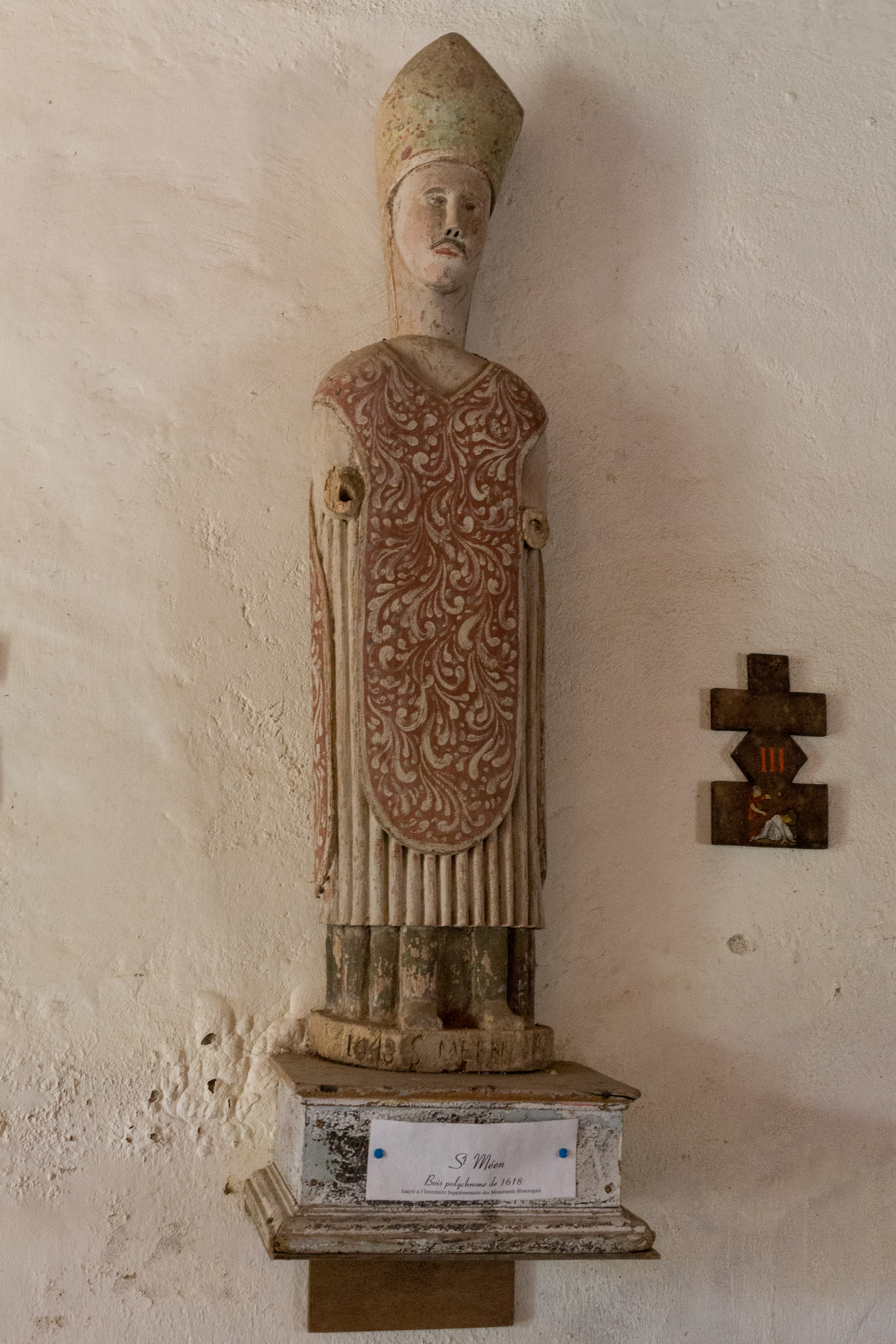
Statue de saint Méen (1618)
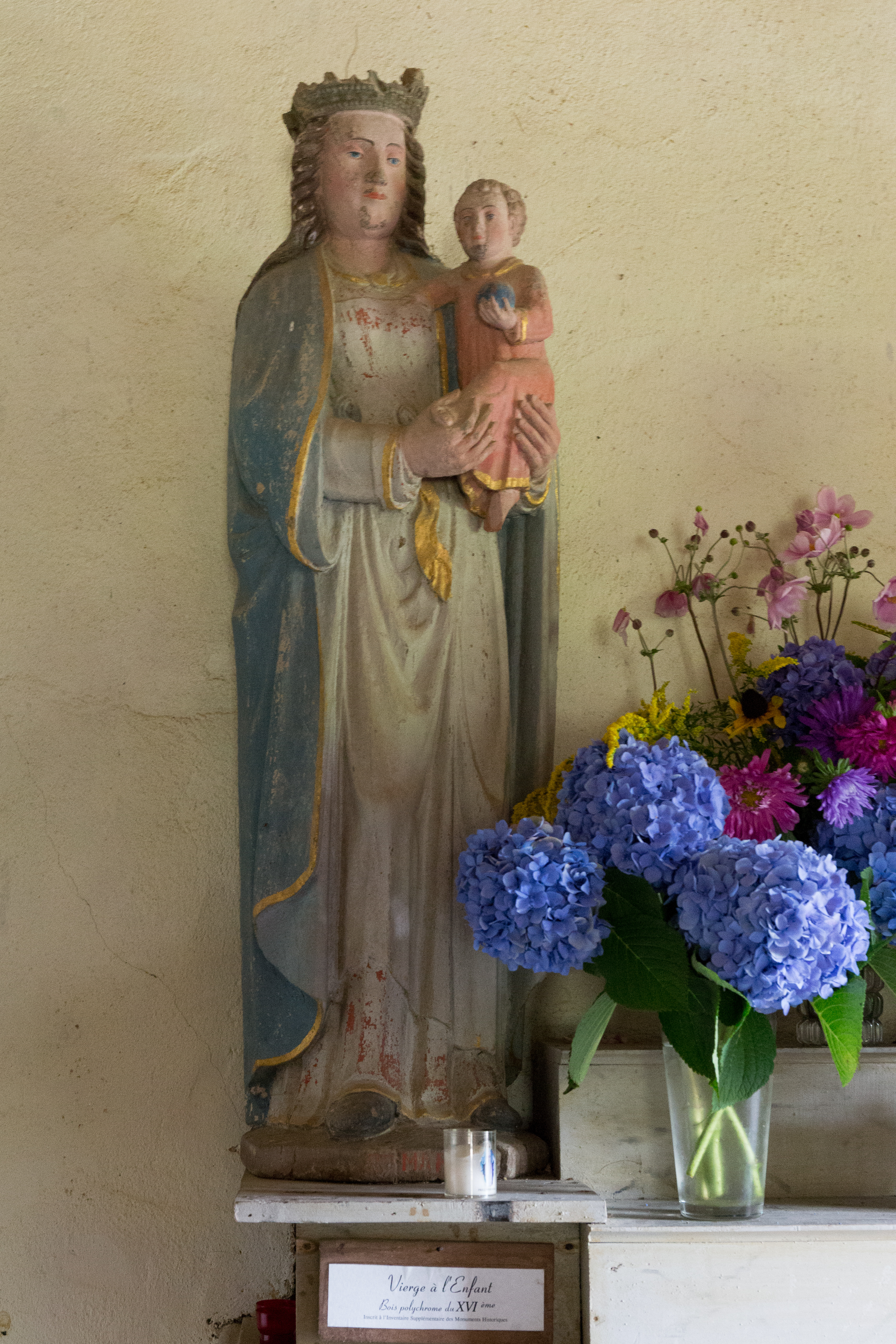
Vierge à l'Enfant

La chapelle contient trois statues protégées au titre des monuments historiques :
- une statue de saint Méen du XVIIIe siècle, inscrite MH au titre objet le 6 juin 1985[3],
- une autre statue de saint Méen datée de 1618, inscrite MH au titre objet le 6 juin 1985[4],
- une Vierge à l'Enfant du XVIe siècle, inscrite MH au titre objet le 6 juin 1985[5].